# Juan de Dios Salazar
Juan de Dios Salazar (Villahermosa de San Juan Bautista, Tabasco, Nueva España, Imperio Español 8 de marzo de 1801  -  San Juan Bautista, Tabasco, México 10 de julio de 1878) fue un político mexicano que nació en el estado de Tabasco, de donde fue Subvicegobernador, llegando a ocupar la gubernatura interina del estato en 1834.
Nació en la ciudad de Villahermosa de San Juan Bautista, el 8 de marzo de 1801. Fue hijo del matrimonio formado por N. Salazar y Máxima León. Fue elegido Subvicegobernador del estado del 26 de septiembre de 1832 al 15 de septiembre de 1834 y ocupó el cargo de gobernador interino del estado de Tabasco en tres ocasiones, la primera del mes de marzo al 15 de septiembre de 1834, a la caída del gobernador Manuel Buelta, y posteriormente, en dos ocasiones en el año de 1845 una al suplir al General Pedro de Ampudia y la última al derrocamiento del gobernador José Víctor Jiménez Falcón.

## Subvicegobernador de Tabasco
A la muerte del gobernador José Rovirosa, ocurrida el 26 de septiembre de 1832, el Congreso del Estado, realizó una elección extrahordinaria, resultando ganador para el cargo de Gobernador del estado, Manuel Buelta, mientras que para Vicegobernador fue elegido Antonio Conde García y como Subvicegobernador Juan de Dios Salazar, debiendo durar dos años en sus respectivos cargos según la Constitución local de 1831. iniciando su período a partir del mismo día 26 de septiembre.
La gran cantidad de alzamientos militares suscitados durante este lapso, propiciaron la caída del gobernador Manuel Buelta, y su posterior destitución como gobernador del estado a través de un ácta levantada por el Ayuntamiento de San Juan Bautista el 23 de marzo de 1834, en la que además se llamaba al Subvicegobernador Salazar a asumir el cargo de gobernador interino, ya que el Vicegobernador Antonio Conde García, se negó a recibir el cargo.

## Guerra civil (1832 - 1834)
La guerra civil entre liberales y conservadores iniciada en Tabasco en 1832, se prolongó hasta 1834, cuando se agudizaron las diferencias entre el entonces gobernador Manuel Buelta y el comandante general de Tabasco Mariano Martínez de Lejarza, debido a que este último había malversado fondos públicos. Esto propició que Mariano Martínez se revelara en contra del gobernador y liberara al centralista Evaristo Sánchez quien había sido hecho pricienero por el gobernador Buelta en 1833. De esta forma, juntos, atacaron y tomaron la capital del estado propiciando la caída del gobernador Manuel Buelta.

## Gobernador interino de Tabasco

### Primer período
En marzo de 1834, asumió Juan de Dios Salazar la gubernatura del estado en calidad de Subvicegobernado en ejercicio del Poder Ejecutivo, en unas condiciones muy difíciles, ya que el estado atravesaba por una guerra civil entre los centralistas encabezados por el Comandante Mariano Martínez de Lejarza, Evaristo Sánchez y Santiago Duque de Estrada, y los federalistas comandados por el Jefe de Milicias Fernando Nicolás Maldonado.
El federaista Fernando Nicolás Maldonado, Inspector de Milicias, se alzó en armas contra Mariano Martínez y los demás centralistas que habían derrocado al gobernador Buelta y ocupado la capital, y el 26 de marzo a las 12 del día atacó la ciudad, mientras que las tropas del General Mariano Martínez se apostaron en el Fortín de la Encarnación y demás edificios. Después de varios intentos por tomar la ciudad, Maldonado optó por retirarse. La guerra civil, culminaría hasta julio de ese año, con el triunfo de los centralistas tabasqueños, quienes además reafirmaron su triunfo en las elecciones de ese mes.
Juan de Dios Salazar, estuvo en el cargo de gobernador interino, hasta el 15 de septiembre de ese año, cuando después de realizadas las elecciones, entregó el gobierno al centralista Narciso Santa María, quien había resultado ganador en las mismas, de esta forma, los centralistas recuperaban el gobierno del estado.

### Segundo período
Al renunciar el General Pedro de Ampudia y Grimarest al gobierno de Tabasco, fue llamado para encargarse del gobierno el Vocal más antiguo de la Asamblea Departamental, Narciso Santa María, pero por no residir en la capital y encontrarse muy grave de salud en su casa de Tacotalpa, y al no poder encargarse del puesto el Vocal que le seguía José Víctor Jiménez, por encontrarse enfermo, ocupó el cargo el otro Vocal que le correspondía Juan de Dios Salazar, tomando posesión del gobierno el 2 de enero de 1845. Permaneciendo en el cargo hasta el mes de marzo de ese año, cuando lo entregó a José Víctor Jiménez quien ya se había repuesto de su salud.

### Tercer período
En 1845 siendo gobernador del estado José Víctor Jiménez se alzó en armas el comandante general de Tabasco Ignacio Martínez de Pinillos, quien simpatizaba con el movimiento encabezado a nivel nacional por el coronel Joaquín Rangel que intentaba restaurar el federalismo en el país. Martínez de Pinillos, inició un alzamiento militar en contra del gobernador Jiménez, desconociéndolo y separando a Tabasco del gobierno central el 14 de junio de 1845.
El Ayuntamiento de San Juan Bautista proclamando el restablecimiento de la Constitución federalista de 1824 y la reposición del Gobernador y Vicegobernador que funcionaban en 1834. Por lo anterior, tuvo que dejar el cargo el goberndor Jiménez.
A los cuatro días del pronunciamiento, el Ayuntamiento de San Juan Bautista expreso que en vista de que ni el Gobernador ni el Vicegobernador que habían funcionado en 1834 accedían a encargarse del gobierno, mientras se arreglaban las cosas, estaría interinamente en el desempeño del Poder Ejecutivo Juan de Dios Salazar,

#### Dos gobernadores al mismo tiempo
Entonces se hizo cargo de la gubernatura, Juan de Dios Salazar, el 18 de junio de ese año, lo que ocasionó que hubiera dos gobernadores al mismo tiempo, Salazar en la capital del estado, y el gobernador Constitucional José Víctor Jiménez en Jalapa. Sin embargo, al poco tiempo, el nuevo gobernador tuvo serias diferencias con el comandante general del estado, Martínez de Pinillos, quien se alzó en armas, en contra del gobernador Jiménez, desconociéndolo y separando a Tabasco del gobierno central el 14 de junio de 1845. mientras que por otro lado hizo lo mismo el gobernador desplazado José Víctor Jiménez, quien trataba de recuperar el gobierno, y con ayuda de tropas chiapanecas ganó Pichucalco y Teapa.
Si bien Salazar contaba con un prestigio político por haber sido subvicegobernador del estado durante una parte de la guerra civil de 1834, así como por ser originario de la capital del estado y poseer la hacienda "Tierradentro", quedó en entredicho por su posición ambigua en el conflicto. Salazar proponía a Martínez de Pinillos y al Ayuntamiento de San Juan Bautista que Tabasco volviera a la unión nacional y se reconciliaran con el presidente José Joaquín de Herrera, pero su propuesta fue rechazada, y Martínez de Pinillos con el respaldo del Coronel liberal de origen colombiano Miguel Bruno, mantuvo su apoyo a Joaquín Rangel.
Previendo un levantamiento armado, Salazar viajó a Veracruz a solicitar apoyo y convenció a Bruno, quien a mediados de julio organizó sus fuerzas en Nacajuca y tomó la capital del estado derrocando a Martínez de Pinillos y quedándose con la Comandancia General.
Jiménez declaró a Teapa "Capital federalista de Tabasco" y llamó a la unión estatal y con apoyo de las tropas chiapanecas, logró entrar a la capital San Juan Bautista, Salazar, entregó el poder a José Víctor Jiménez y Miguel Bruno fue reconocido por el gobierno central como comandante general de Tabasco, con lo que Tabasco volvió a la unión nacional el 9 de septiembre de 1845.

## Fallecimiento
Retirado de la vida pública, Juan de Dios Salazár, se refugió en su hacienda "Tierra Adentro", falleciéndo en San Juan
Bautista. Tabasco el 10 de julio de 1878.